# PROFIenergy
PROFIenergy ist ein Profil für das Energiemanagement in Produktionsanlagen.
PROFIenergy setzt auf dem Kommunikationsprotokoll PROFINET auf. Es steuert den Stromverbrauch von Automatisierungsequipment in der Fertigung (wie z. B. Roboter-Montagezellen, Laserschneideanlagen und Teilsystemen wie Lackieranlagen) über ein PROFINET-Netzwerk. Die Steuerung des Energieverbrauchs selbst erfolgt über offene und standardisierte Kommandos, die auf geplante und ungeplante Unterbrechungen in der Fertigung angewandt werden. Mit dem Einsatz von PROFIenergy werden keine externen festverdrahteten Systeme mehr benötigt.

## Hintergrund
Die Motivation für ein standardisiertes Energieeffizienzprofil geht von der Automatisierungsinitiative Deutscher Automobilhersteller (AIDA) aus. Die Firmen in der AIDA sind Audi, BMW, Mercedes, Porsche und VW. Der zur Entwicklung des neuen Profils gegründete Arbeitskreis von PROFIBUS & PROFINET International (PI) hat die Spezifikation Ende 2009 erarbeitet und veröffentlicht. In dem Arbeitskreis sind die Firmen ABB, AIT, Bosch, Danfoss, Hilscher, ifak, Lenze, Murrelektronik, Phoenix Contact, SEW-Eurodrive, SCA Schucker, Rexroth, Siemens und das Werkzeugmaschinenlabor WZL der RWTH Aachen aktiv.

## Beschreibung
PROFIenergy setzt ein Zusammenspiel der drei in einem Fertigungsprozess beteiligten Elemente voraus:
- Steuerungseinheit in einem Automatisierungsnetzwerk (normalerweise ein PC, kann aber auch ein Überwachungssystem oder Energiemanagement-Steuerungssystem desselben Netzwerks sein),
- Kommunikationsnetzwerk (PROFINET),
- Stromverbraucher (kann ein einzelnes Gerät oder ein Teil der Ausrüstung, eine Zelle oder sogar ein größeres Teilsystem sein).

Die durch PROFIenergy zu steuernden Schaltmechanismen befinden sich innerhalb der Energieverbraucher. Es wird deshalb keine weitere Verdrahtung benötigt. Die Steuerungseinheit schickt über PROFINET Kommandos, mit denen die Energieverbraucher auf Produktionspausen reagieren. Pausen können zu bekannten Zeiten gestartet werden oder als Reaktion auf nicht vorhersehbare Ereignisse bzw. Zusammenbrüche entstehen. Jeder Verbraucher reagiert auf die Kommandos in einer für ihn geeigneten Weise.
Anbieterunternehmen entscheiden über die beste Strategie zur Energieverwaltung durch Einbinden eines Software-Agenten, der in der Gerätefirmware implementiert wird. Jeder Hersteller kann am besten beurteilen, wie sein Gerät oder Teilsystem Energie einsparen kann und in welcher Reihenfolge die einzelnen Teile optimal ein und ausgeschaltet werden müssen. Beispielsweise müsste für eine Produktionszelle zunächst ein Förderband verlangsamt werden, bevor ein Roboter in den energiesparenden Sleep Modus gefahren werden kann. Wenn die Pause lang genug ist, könnte das elektronische Steuergerät vielleicht sogar ganz vom System getrennt werden und der Energieverbrauch weiter reduziert werden. Damit es aber bei Bedarf neu gestartet werden kann, muss das Förderband vorher wieder anlaufen. Sleep Modi auf mehreren Ebenen sind auch möglich.
Mit PROFIenergy ist ebenfalls definiert, wie ein Feldgerät oder Anlageteil Informationen zum Leistungsbedarf herstellerneutral an die Steuerung zurücksendet. Dies ist die Voraussetzung, damit auch in herstellergemischten Installationen optimale Energiesparszenarien durch gezieltes Ein- und Ausschalten von Lasten realisiert werden kann. Dabei kann ein Spitzenlast-Management zur Anwendung kommen und bei Bedarf können auch Verbraucher von nichtelektrischer Energie gesteuert werden.

## Anwendung
PROFIenergy benutzt die azyklische PROFINET-Kommunikation und beeinflusst damit die koexistierende zyklische Kommunikation der Automatisierungsprozesse nicht. Die spezifizierten Kommandos basieren auf den folgenden Anwendungsfällen:
- Kurze Pausen (bis zu einer Stunde) – Im Allgemeinen sind solche Pausen geplant – z. B. Mittagspausen – und die Geräte können routinemäßig abgeschaltet werden. Sicherheitsbezogene Funktionen werden entsprechend den Sicherheitsvorschriften behandelt. Beim erneuten Einschalten, startet das System Geräte in einer Einschaltreihenfolge und überprüft, ob alle Geräte korrekt laufen. Der Fertigungsprozess wird dann wieder aufgenommen.
- Längere Pausen (mehrere Stunden oder Tage) – Hier verhält es sich ähnlich wie oben, nur dass hier zusätzliche Geräte in den Standby geführt oder komplett ausgeschaltet werden, bzw. tiefere ‘Sleep’ Modi angesteuert werden.
- Ungeplante Pausen (normalerweise Störungen) – Hier verhält es sich auch ähnlich, der Benutzer weiß nur nicht, wann und wie lange es passieren wird. Zuerst werden die Geräte in einen ‘Stop’-Zustand gefahren, um den Energieverbrauch zu reduzieren. Je nach Dauer werden die Geräte falls sinnvoll in weitere energiesparende Zustände geschaltet.
- Messen und Visualisieren der Belastung – Daten der Geräte werden gesammelt, entweder direkt (durch Instrumente) oder implizit (durch Wissen der elektrischen Parameter). Das Wissen, wann, wo und wie viel Energie benötigt wird, kann zu wirksameren Energiestrategien führen. Der Energieverbrauch einer Maschine kann ebenso mit einer HMI visualisiert und archiviert werden. Dies ermöglicht sowohl halbautomatische (d. h. teilweise manuelle) Eingriffe in die Prozesse als auch die Steuerung anderer energieintensiver Prozesse mit nichtelektrischer Energie wie z. B. Pneumatik-, Dampf- oder Hydrauliksysteme über das Netzwerk.

## Implementierung
PROFIenergy trennt die Steuerungslogik (typischerweise eine SPS) der Prozesse von dem Energieverwaltungssystem, so dass auf Wunsch eine separate Energieverwaltungssteuerung verwendet werden kann. Durch diese Trennung können beide Teile des Anwendungsprogramms unabhängig voneinander getestet und in Betrieb genommen werden. Die Nachrüstung von PROFIenergy in Geräten und Subsystemen kann über Firmware-Updates erfolgen.

## Ersparnispotenzial
Die im PROFIenergy Standard festgelegten Prozeduren und Datenstrukturen erlauben es unterschiedlichen Herstellern, ihre Produkte mit kompatiblen Funktionalitäten auszurüsten. Dieser Ansatz fördert den Wettbewerb unter Anbietern, wodurch Endanwender eine größere Auswahl von Produkten mit optimierten Energiesparfunktionen erhalten. Die Netzwerkinfrastruktur ist bereits mit PROFINET vorhanden, genauso wie die Steuerungshardware. Die Ersparnisse hängen von der Art der Ausrüstung ab. Schaltfunktionen sind in die Geräte integriert. Somit kann trotz der durch Integration der PROFIenergy-Funktionalität höheren Vorabkosten eine kurzfristige Kapitalrendite erzielt werden. Spitzenlast-Management kann Kostennachteile durch Überschreiten vertraglicher Last reduzieren.